# S/S Laitiala
S/S Laitiala är ett finländskt ångfartyg, som byggdes av Paul Wahl & Co i Varkaus 1903. 
S/S Laitiala har historiskt trafikerat Saimen, men har numera hemmahamn i Lahtis.  Hon rände rände på grund vid Sakola by nära Villmanstrand i juni 1970, kantrade och sjönk, men bärgades senare. Hon var därefter restaurangfartyg i Nyslott. Hon gör nu kryssningar i Vesijärvi.